# La película de Tigger
The Tigger Movie (La película de Tigger en Hispanoamérica y España) es una película estadounidense de animación estrenada en el año 2000, producida por Walt Disney Television Animation y Walt Disney Pictures, distribuida por Buena Vista International, y dirigida por Jun Falkenstein. Está protagonizada por el amigo de Winnie the Pooh, el tigre saltarín Tigger y cuenta la historia de la búsqueda que realiza Tigger para encontrar a su familia.
La película fue la primera cinematográfica sobre Winnie the Pooh y sus amigos desde 1977 con la película The Many Adventures of Winnie the Pooh. Las canciones de la película fueron escritas por los Hermanos Sherman, el largo tiempo que han estado en Disney les han dado popularidad en las canciones que han escrito.

## Argumento
Pooh, Piglet, Conejo, Búho, Cangu y Rito están atareados preparándose para el invierno. Sin embargo, Tigger no los ayuda y deambula dando grandes saltos y molestando al resto. Durante su paseo por el bosque, termina haciendo que una roca caiga sobre la casa de Ígor.
Cuando todos se reúnen para ayudar a Ígor, Tigger intenta ayudar a sus amigos a quitar la roca, pero inadvertidamente destruye el sistema de poleas mecánicas de Conejo en el proceso. Conejo y el resto de los amigos de Tigger lo amonestan por su naturaleza problemática y revoltosa, hiriendo sus sentimientos. El amigo más cercano de Tigger, Rito, ve la tristeza de Tigger y le pregunta si tiene familiares propios. Tigger queda fascinado por el concepto y decide buscar a su familia, con la esperanza de estar finalmente dentro de una compañía similar.
Malinterpretando el consejo de Búho, Tigger y Rito comienzan a buscar su árbol genealógico, creyendo que es un árbol gigante cubierto de rayas y con muchos Tiggers sobre él. Después de que la búsqueda falla, Rito sugiere que Tigger escriba una carta a su familia, y así lo hace. Deja que el viento se la lleve con la esperanza de que llegue a su familia, pero no recibe respuesta después de días de espera y comienza a perder la esperanza. Los amigos de Tigger deciden simpáticamente escribirle una carta y la firman "tu familia". Al recibir la carta, Tigger cree erróneamente que su supuesta familia tiene la intención de visitarlo y organiza una gran fiesta en preparación. Incapaz de decirle a Tigger la verdad sobre la carta, Rito anima a sus amigos a disfrazarse de Tiggers y asistir a su fiesta, a pesar de las protestas de Conejo.
Los amigos de Tigger llegan más tarde a su casa. Tigger cae en la trampa de sus disfraces hasta que la máscara de Rito se cae después de que un intento de imitar un rebote complejo que Tigger le había enseñado anteriormente falla. Sintiéndose traicionado por el engaño de sus amigos, Tigger se adentra en una ventisca en busca de su verdadera familia, lo que impulsa al grupo a perseguirlo. Tigger finalmente encuentra un árbol inmenso que la nieve ha blanqueado con rayas, lo que lo convence de que es el árbol genealógico que había buscado, pero se entristece al no encontrar a nadie allí, entonces Pooh, Piglet , Igor y Rito piden ayuda a Conejo para encontrarlo, entonces el acepta ayudar a sus 4 amigos en la búsqueda, entonces lo ven subido en un árbol. Los amigos de Tigger intentan persuadirlo de que regrese a casa, pero una discusión entre ellos provoca que se produzca una avalancha. Tigger lleva a sus amigos al árbol más alto, pero no logra salvarse antes de que la nieve lo arrastre. Recordando el rebote complejo de Tigger, Rito lo realiza con éxito y rescata a Tigger. Después de que la avalancha disminuye, el grupo revela su autoría de la carta, lo que hace que Tigger se dé cuenta de que sus amigos son su verdadera familia, entonces Christopher Robin y luego organiza una nueva fiesta en honor a ellos y les saca una foto a Tigger, Pooh, Piglet, Igor, Rito, Conejo, Búho y Cangu como una verdadera familia que son en el bosque de los cien acres.

## Reparto de voces
- Jim Cummings como Tigger y Winnie the Pooh
- Nikita Hopkins como Rito
- Ken Sansom como Conejo
- John Fiedler como Piglet
- Peter Cullen como Igor
- Andre Stojka como Búho
- Kath Soucie como Cangu
- Tom Attenborough como Christopher Robin
- John Hurt como el narrador

## Producción
Jun Falkenstein dirigió la película, en su propio debut en largometrajes, después de su trabajo en A Winnie the Pooh Thanksgiving. La película comenzó a producirse en abril de 1998. Muchas escenas, que suman hasta el 60% de la película, fueron completadas por Walt Disney Animation Japan. Inspirándose en el final de Winnie the Pooh and Tigger Too de 1974 cuando Tigger acepta no rebotar más, la película creó un arco de personaje más completo que mostró una gama de emociones para Tigger.